# VfR Bürstadt
Verein für Rasensport Bürstadt 1910 e.V. – niemiecki klub piłkarski z siedzibą w mieście Bürstadt, grający w Kreisoberlidze, stanowiącej ósmy poziom rozgrywek w Niemczech.

## Historia
Klub został założony w 1910 roku. Nigdy nie występował w najwyższej klasie rozgrywkowej, przez cztery sezony grał natomiast w 2. Bundeslidze.

## Reprezentanci kraju grający w klubie
- Jürgen Groh

## Historia występów w 2. Bundeslidze
| Sezon     | Poziom | Liga              | Miejsce      |
| --------- | ------ | ----------------- | ------------ |
| 1977/1978 | II     | 2. Bundesliga Süd | 18.          |
| 1979/1980 | II     | 2. Bundesliga Süd | 14.          |
| 1980/1981 | II     | 2. Bundesliga Süd | 13. (spadek) |
| 1984/1985 | II     | 2. Bundesliga     | 18. (spadek) |